# 음력 1월 24일
음력 1월 24일은 음력 1월의 24번째 날이다.

## 탄생
- 1986년 - 대한민국의 배우 박민영.
- 1991년 - 대한민국의 래퍼 미르 (엠블랙).
- 1993년 - 대한민국의 래퍼 라비 (빅스).
- 1994년 - 대한민국의 가수 MJ (아스트로).
- 1997년 - 대한민국의 래퍼 이장준 (골든차일드).

## 같이 보기
- 음력 360일: 1월 2월 3월 4월 5월 6월 7월 8월 9월 10월 11월 12월
- 전날:1월 23일 다음날:1월 25일 - 전달:12월 24일 다음달:2월 24일
- 양력:1월 24일
- 음력, 윤달